# Paul Lindblad
Paul Aaron Lindblad (* 9. August 1941 in Chanute, Kansas; † 1. Januar 2006 in Arlington, Texas) war ein US-amerikanischer Baseballspieler in der Major League Baseball (MLB).
Lindblad war ein solider Pitcher in der American League, der meisten als Einwechselwerfer eingesetzt wurde und mit seinen Teams zweimal die World Series gewann. 1962 wurde er von den Kansas City Athletics verpflichtet und gab 1965 sein Debüt in der Major League.
Herausragende Leistungen waren eine Serie von 385 Spielen ohne einen Fehler im Verteidigungsspiel von 1966 bis 1974 sowie der Sieg im Spiel 3 der World Series 1973 gegen die New York Mets. In diesem Spiel war er auch der letzte Pitcher, der je in der Major League gegen das Baseball-Hall-of-Fame-Mitglied Willie Mays warf.
Am letzten Tag der Regulären Saison 1975 warf er zusammen mit Vida Blue, Glenn Abbott und Rollie Fingers einen No-Hitter gegen die California Angels.
Nach seiner aktiven Karriere arbeitete er als Pitching Coach in den Minor Leagues.
Am 1. Januar 2006 verstarb Paul Lindblad an der Alzheimerschen Krankheit.